# 斯普林菲尔德 (马萨诸塞州)
，亦稱為春田市，位於美國馬薩諸塞州漢普登縣，是康乃狄克河沿岸最大的城市，且為該州第三大城市、新英格蘭第四大城市和漢普登縣第二大城市及其縣治所在，90號州際公路與91號州際公路在此交會。根據美國人口調查局2000年統計，該市人口總數為152,082人，其中高加索裔、非裔和亞裔分別占總人口數的56.11%、21.01%和1.92%。
這座城市是美國最早命名爲斯普林菲爾德的城市。該市歷史名人有籃球發明者詹姆斯·奈史密斯，美国国家历史遗址則有軍事界聞名的斯普林菲爾德兵工廠。

## 地名由來
1636年，英國清教徒威廉·品欽在阿加萬與康乃狄克兩河交匯處建立阿加萬墾殖地作爲皮草集散交易點。1641年4月14日，居民為表示對創建者及首位裁判官品欽的尊敬，經投票後以他位於英格蘭埃塞克斯郡的故鄉斯普林菲爾德村改爲現名。
斯普林菲爾德村因當地衆多流入切爾默河的泉水（spring）得名，而亦有春的引申意，港臺因而將地名譯作「春田」並沿用至今，中國大陸則按其發音譯為「斯普林菲爾德」。

## 教育

### 公立学校
城市拥有38所小学， 6所高中， 6所中学（middle schools (6-8)）和7个专门学校

### 私立学校
天主教马萨诸塞的斯普林菲尔德教区在該市營運5所私立天主教小學，它們於2009年秋季被歸納於聖邁克爾學院（St. Michael's Academy）之下。

### 高等教育
市内有春田学院、西新英格兰学院和美国国际学院三所四年制学校。大都会则包含另九所学校：Elms College、Westfield State College、 Amherst College、曼荷莲学院、史密斯學院、Bay Path College、漢普郡學院、the 马萨诸塞大学阿默斯特分校和Holyoke Community College。

## 名人
- 克雷顿·艾布拉姆斯：前美国陆军参谋长
- 蘇斯博士：美国作家、漫画家
- 艾伦·凯：计算机学家
- 蒂莫西·利里：美国作家、心理学家
- 拉里·奥布莱恩：前美国邮政部长、美国国家篮球协会委员
- 盧傑：美籍華裔太空人

## 外部連結
- 官方网站（英文）